# Linus Hallenius
Linus Peter Hallenius (Sundsvall, 1º aprile 1989) è un calciatore svedese, attaccante del Kubikenborgs IF.

## Caratteristiche tecniche
Attaccante mancino capace di calciare egregiamente anche con il destro, abile nel dribbling e dotato di una certa velocità palla al piede nonostante l'imponente stazza fisica.

## Carriera

### Gli inizi e il trasferimento all'Hammarby
Nel 2006 si affaccia alla prima squadra del GIF Sundsvall, principale squadra della sua città natale. Dopo aver segnato 10 gol in 57 presenze, lascia il club il 7 giugno 2009 per trasferirsi all'Hammarby, squadra del massimo campionato nazionale, firmando un contratto di durata pari a tre anni e mezzo. Nella sua prima stagione in biancoverde non brilla particolarmente, concludendo la stagione con otto presenze, di cui quattro da titolare, e zero gol segnati.
Con la retrocessione della sua squadra in seconda divisione Hallenius si ritaglia un ruolo importante, trova continuità di prestazioni e viene premiato con il titolo di capocannoniere della stagione 2010 grazie ai suoi 18 gol in 23 partite.
Il 20 giugno 2010, in una sfida contro il Syrianska, segna un gol calciando dalla linea di fondo, simile a quello di Marco van Basten a Euro '88, che gli consente di classificarsi secondo al FIFA Puskás Award 2010.

### L'arrivo al Genoa e il prestito in Svizzera
Il 1º settembre 2010 Hallenius firma per il Genoa. Il giocatore si aggregherà alla formazione italiana dal gennaio 2011. Il 4 gennaio 2011 viene ufficializzata la sua cessione a titolo definitivo alla squadra genovese che il successivo 4 febbraio lo gira in prestito al Lugano dove rimane fino al termine della stagione segnando 3 gol in 9 occasioni.
Conclude la stagione con 11 presenze e 2 gol segnati in campionato.

### Padova e rientro al Genoa
Il 6 agosto 2011 passa al Padova con la formula del prestito con diritto di riscatto della comproprietà. Dopo aver disputato le prime due partite di Coppa Italia 2011-2012, debutta ufficialmente in Serie B il 19 novembre seguente in Padova-Grosseto (0-1) subentrando al 56' minuto al compagno Dramé.
Il 10 dicembre, alla sua terza partita, tocca quota 100 presenze nei vari campionati.
Il suo primo gol in Italia, in Serie B, viene segnato il 23 gennaio 2012 nel posticipo serale Reggina-Padova 1-4.
Al termine della stagione, torna alla casa-madre Genoa. È tra i convocati genoani nella sfida esterna valida per la 9ª giornata contro il Milan il 27 ottobre: si tratta della prima convocazione ufficiale con la maglia della prima squadra. Il 1º novembre colleziona la sua unica presenza in Serie A, nella sconfitta interna contro la Fiorentina (0-1).

### Aarau
Il 12 luglio 2013 viene acquistato a titolo definitivo dal club svizzero dell'Aarau. In 22 partite di Super League realizza 5 reti.

### Primo ritorno in Svezia
Il 17 luglio 2014 l'Hammarby annuncia ufficialmente il ritorno di Hallenius a parametro zero, chiudendo la stagione con 9 presenze e 2 reti, con la squadra che riesce a risalire dal campionato di Superettan a quello di Allsvenskan. Nel 2015, l'ultimo anno all'Hammarby, realizza 3 reti in 23 presenze.
Nel gennaio 2016 l'attaccante viene acquistato dall'Helsingborg, ma la sua stagione in rossoblu si concluderà con due reti in 18 partite e la retrocessione della squadra in Superettan per la prima volta dopo 24 anni. Complice la discesa in seconda serie, le due parti rescindono il contratto, così Hallenius nel gennaio 2017 è stato libero di tornare nella sua città natale con il contratto quadriennale firmato con il GIF Sundsvall. Dopo una prima stagione da 8 gol in 27 presenze, Hallenius si laurea vice capocannoniere dell'Allsvenskan 2018, con 18 gol segnati in 29 partite che aiutano il GIF Sundsvall a centrare l'ottavo posto, miglior piazzamento degli ultimi 30 anni. A fine torneo firma un rinnovo quinquennale, nonostante i problemi finanziari della società.

### Cipro
Hallenius inizia anche il campionato 2019 con la maglia del GIF Sundsvall, ma poi il club è costretto a venderlo proprio a causa del rischio di fallimento dovuto a una pesante situazione debitoria. Nel giugno 2019 diventa così ufficiale la notizia della cessione di Hallenius ai ciprioti dell'APOEL Nicosia, per una somma che i media hanno stimato in poco meno di 400.000 euro. Qui gioca 14 partite e segna 6 reti in un campionato sospeso in anticipo per via della pandemia di COVID-19. Nell'estate del 2020 le due parti arrivano alla rescissione consensuale del contratto con un anno di anticipo rispetto alla scadenza.

### Secondo ritorno in Svezia
Nel luglio del 2020 Hallenius torna a far parte di una squadra di Allsvenskan con l'ingaggio biennale da parte dell'IFK Norrköping. Nella rimanente parte dell'Allsvenskan 2020, Hallenius scende però in campo solo in 8 occasioni, tutte dalla panchina, senza mai segnare. Rescinde a fine stagione.
Nel gennaio del 2021 viene annunciato il suo nuovo ritorno al GIF Sundsvall, nonostante la squadra fosse nel frattempo scesa in seconda serie. Con le sue 15 reti in 28 partite, contribuisce immediatamente al ritorno della squadra in Allsvenskan. L'anno seguente, tuttavia, nel corso di un'amichevole precampionato subisce una lesione al legamento crociato anteriore ed è costretto a saltare l'intera stagione, la quale vede poi la squadra retrocedere. Tornato in campo a distanza di un anno dall'infortunio, Hallenius è rimasto al GIF Sundsvall fino al termine della Superettan 2023, da lui conclusa con 2 gol in 24 presenze (di cui solo 7 da titolare), quindi la società ha comunicato che il suo contratto in scadenza non sarebbe stato rinnovato, anche a causa della necessità di dover contenere i costi.

## Statistiche
Statistiche aggiornate al 31 dicembre 2014.
| Stagione         | Squadra          | Campionato       | Campionato | Campionato | Coppe nazionali | Coppe nazionali | Coppe nazionali | Coppe europee | Coppe europee | Coppe europee | Totale | Totale |
| Stagione         | Squadra          | Comp             | Pres       | Reti       | Comp            | Pres            | Reti            | Comp          | Pres          | Reti          | Pres   | Reti   |
| ---------------- | ---------------- | ---------------- | ---------- | ---------- | --------------- | --------------- | --------------- | ------------- | ------------- | ------------- | ------ | ------ |
| 2006             | GIF Sundsvall    | S1               | 2          | 0          | SC              | ?               | ?               | -             | -             | -             | 2+     | 0+     |
| 2007             | GIF Sundsvall    | S1               | 14         | 4          | SC              | ?               | ?               | -             | -             | -             | 14+    | 4+     |
| 2008             | GIF Sundsvall    | A                | 28         | 3          | SC              | ?               | ?               | -             | -             | -             | 28+    | 3+     |
| 2009-giu. 2009   | GIF Sundsvall    | S1               | 13         | 3          | SC              | 2               | 1               | -             | -             | -             | 15     | 4      |
| Totale Sundsvall | Totale Sundsvall | Totale Sundsvall | 57         | 10         |                 | 2               | 1               |               | -             | -             | 59     | 11     |
| giu. 2009-2009   | Hammarby         | A                | 8          | 0          | -               | -               | -               | -             | -             | -             | 8      | 0      |
| 2010             | Hammarby         | S1               | 23         | 18         | SC              | 2               | 1               | -             | -             | -             | 25     | 19     |
| Totale Hammarby  | Totale Hammarby  | Totale Hammarby  | 31         | 18         |                 | 2               | 1               |               | -             | -             | 33     | 19     |
| gen. 2011-2011   | Lugano           | CL               | 9          | 3          | -               | -               | -               | -             | -             | -             | 9      | 3      |
| 2011-2012        | Padova           | B                | 12         | 2          | CI              | 2               | 0               | -             | -             | -             | 14     | 2      |
| 2012-2013        | Genoa            | A                | 1          | 0          | CI              | 0               | 0               |               | -             | -             | 1      | 0      |
| 2013-2014        | Aarau            | ASL              | 22         | 5          | -               | -               | -               |               | -             | -             | 22     | 5      |
| lug. 2014-       | Hammarby         | S1               | 9          | 2          | -               | -               | -               |               | -             | -             | 9      | 2      |
| Totale carriera  | Totale carriera  | Totale carriera  | 141        | 40         |                 | 6               | 2               |               |               |               | 147    | 42     |

## Palmarès

### Club

#### Competizioni nazionali
- Supercoppa di Cipro: 1

APOEL: 2019